# Doleschallia bisaltide
Espèce

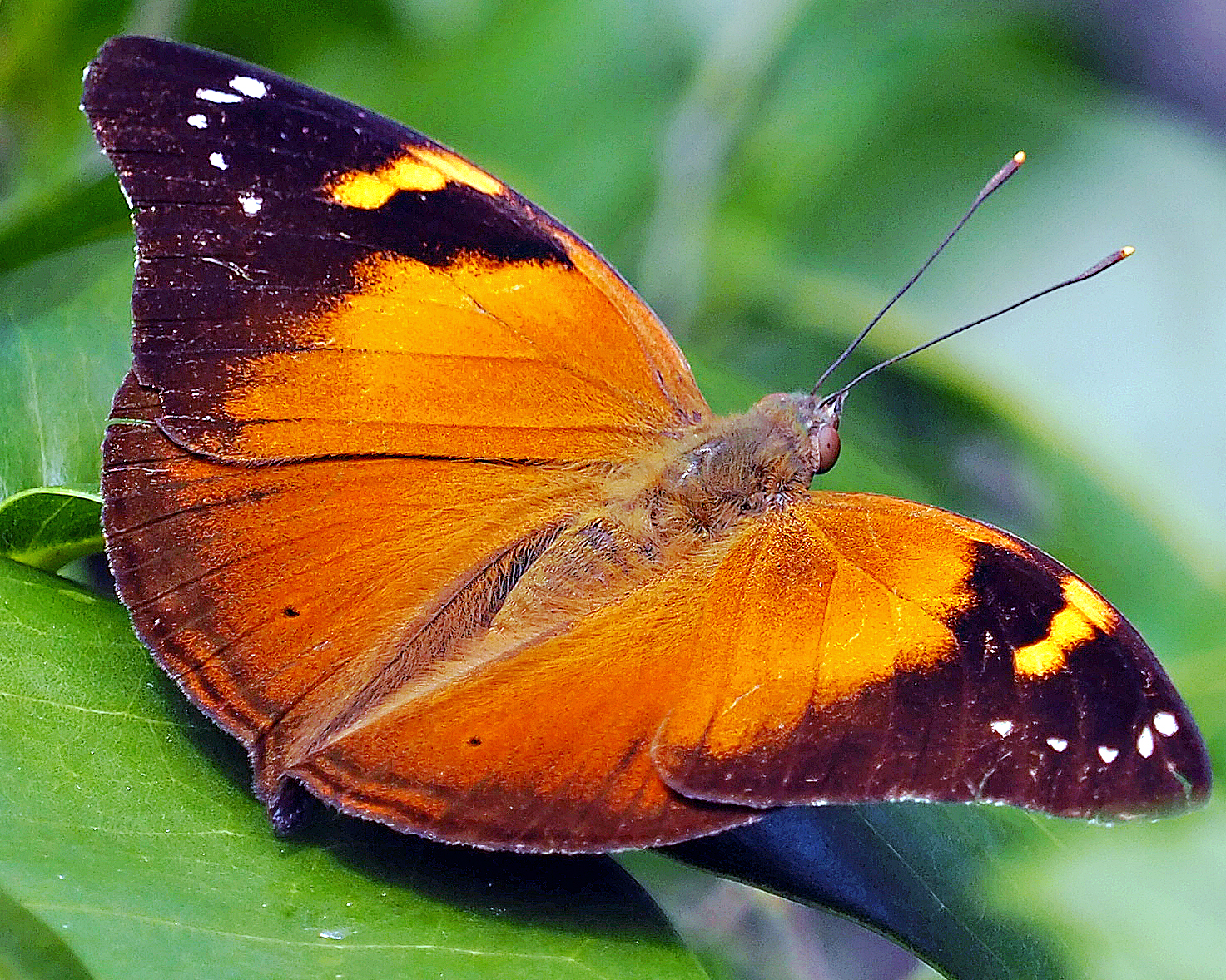
Doleschalia bisaltide denisi mâle posé (Nouvelle Calédonie)

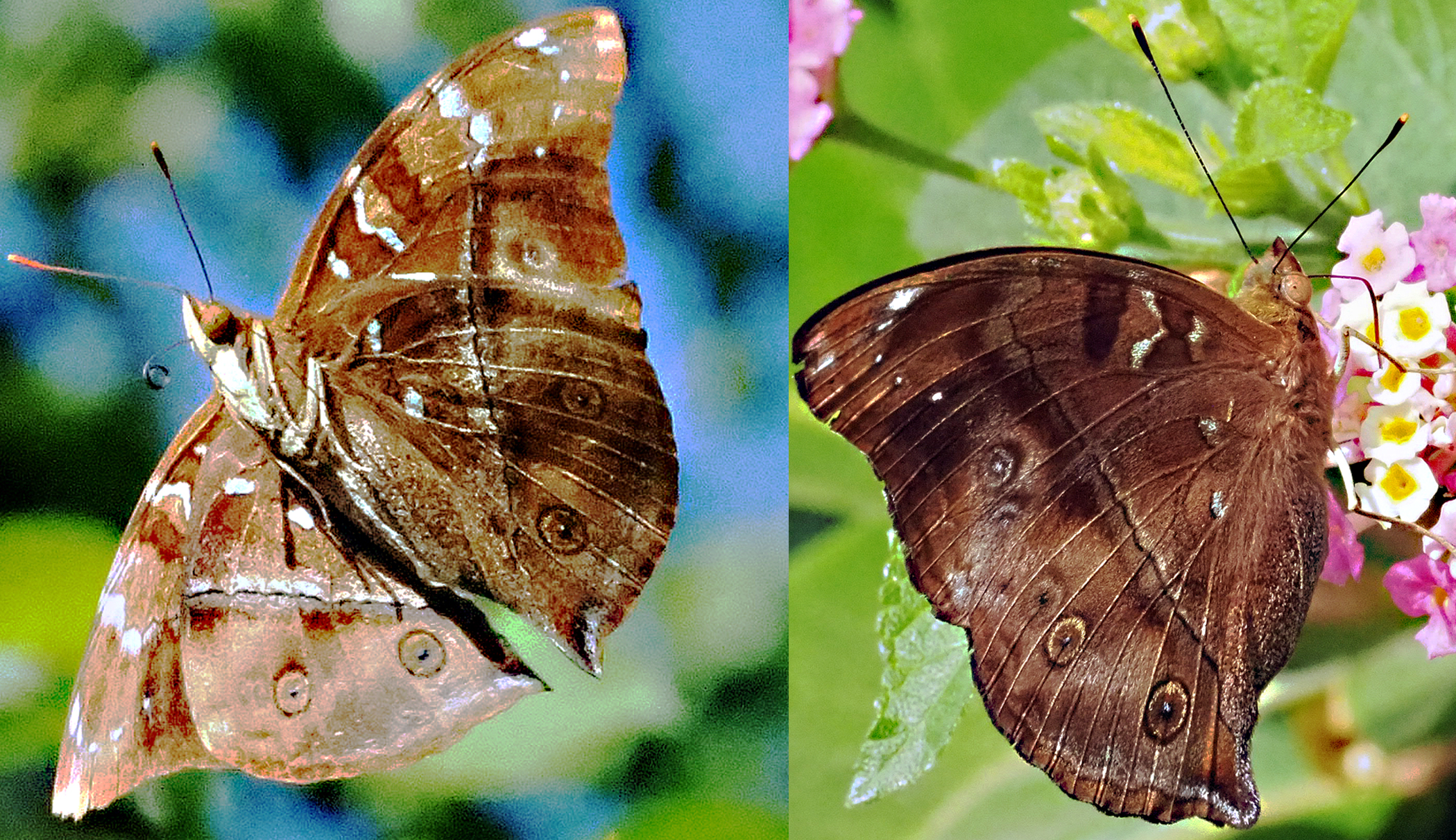
Doleschalia bisaltide denisi revers, en vol et butinant sur Lantana (Nouvelle Calédonie)

Doleschallia bisaltide ou Papillon-feuille est un insecte lépidoptère  de la famille des Nymphalidae, de la sous-famille des Nymphalinae et du genre Doleschallia.

## Dénomination
Le nom 'Doleschallia bisaltide a été donné par Cramer en 1777.

### Noms vernaculaires
Doleschallia bisaltide se nomme en anglais Autumn leaf.

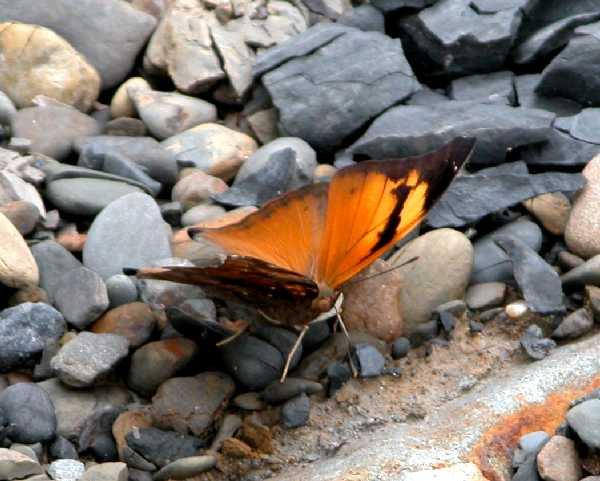
Doleschallia bisaltide

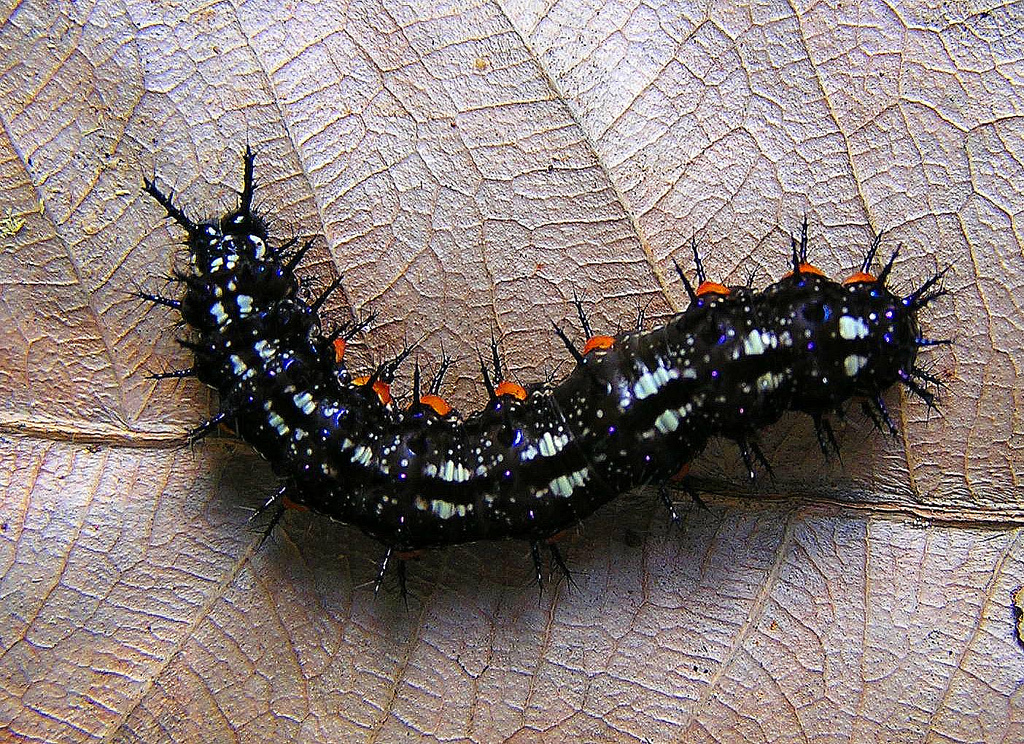
chenille de Doleschallia bisaltide

### Sous-espèces
- Doleschallia bisaltide bisaltide
- Doleschallia bisaltide apameia Fruhstorfer
- Doleschallia bisaltide australis C. et R. Felder, 1867;
- Doleschallia bisaltide cethega Fruhstorfer;
- Doleschallia bisaltide ceylonica Fruhstorfer; au Sri Lanka;
- Doleschallia bisaltide continentalis Fruhstorfer, 1899;
- Doleschallia bisaltide denisi (Viette 1950) en Nouvelle-Calédonie[2].
- Doleschallia bisaltide gurelca Grose-Smith;
- Doleschallia bisaltide herrichi Butler; au Vanuatu.
- Doleschallia bisaltide indica Moore, 1899;
- Doleschallia bisaltide menexema Fruhstorfer
- Doleschallia bisaltide montrouzieri Butler; au Vanuatu.
- Doleschallia bisaltide nasica Fruhstorfer, 1907;
- Doleschallia bisaltide nigromarginata Joicey et Noakes, 1915;
- Doleschallia bisaltide philippines Fruhstorfer
- Doleschallia bisaltide polibete (Cramer, [1779])
- Doleschallia bisaltide pratipa C. & R. Felder, 1860
- Doleschallia bisaltide rennellensis Howarth
- Doleschallia bisaltide scapus Fruhstorfer
- Doleschallia bisaltide sciron Godman & Salvin
- Doleschallia bisaltide siamensis Fruhstorfer, 1912;
- Doleschallia bisaltide tenimberensis Fruhstorfer;
- Doleschallia bisaltide tualensis Fruhstorfer[1].

## Description
C'est un papillon de 6 à 7 cm d'envergure en moyenne, qui, ailes fermées mime une feuille avec ses ailes antérieures au bord concave et son revers couleur brun noisette feuille d'automne, ses ocelles ébauchés faisant penser à des meurtrissures de feuilles mortes d'où son nom en anglais. 

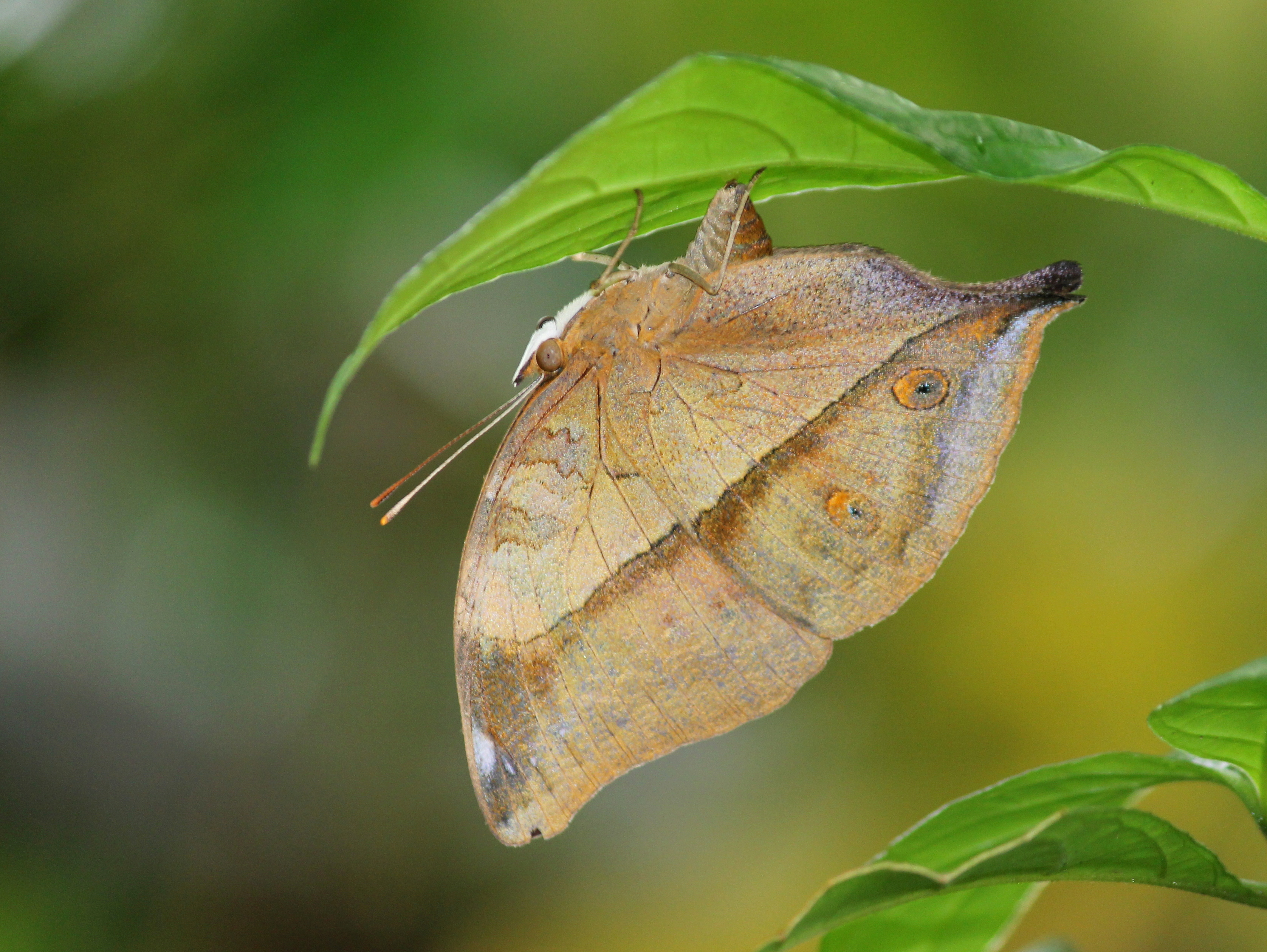
Papillon-feuille, ailes fermées, Kérala, Inde
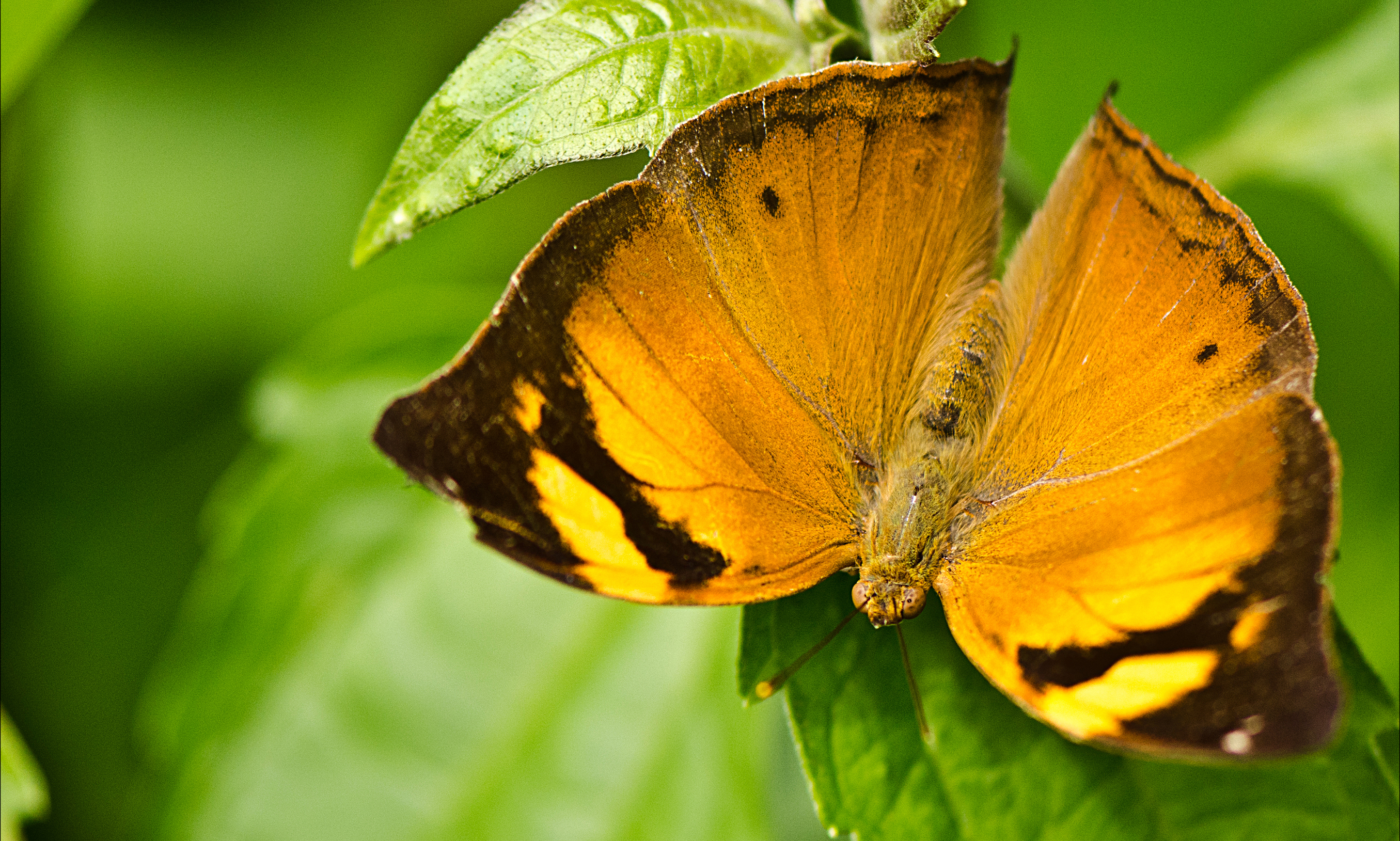
Papillon-feuille, ailes ouvertes, Kérala, Inde

Le dessus est marron doré avec l'apex des antérieures marron foncé. 

## Biologie
Son vol est puissant et rapide. 
.

### Chenille

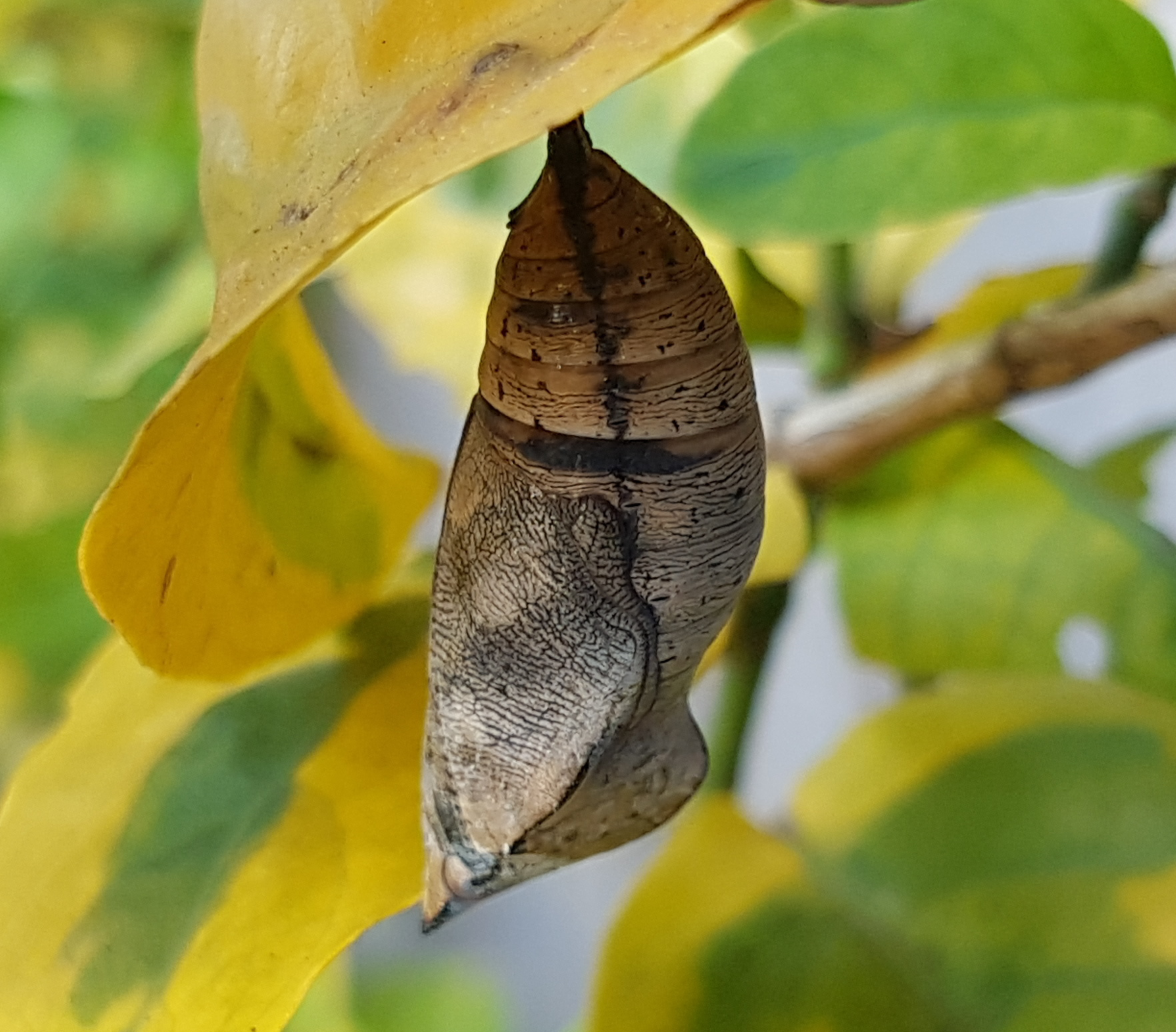
Chrysalide dans un Graptophyllum pictum, Mindanao, Philippines

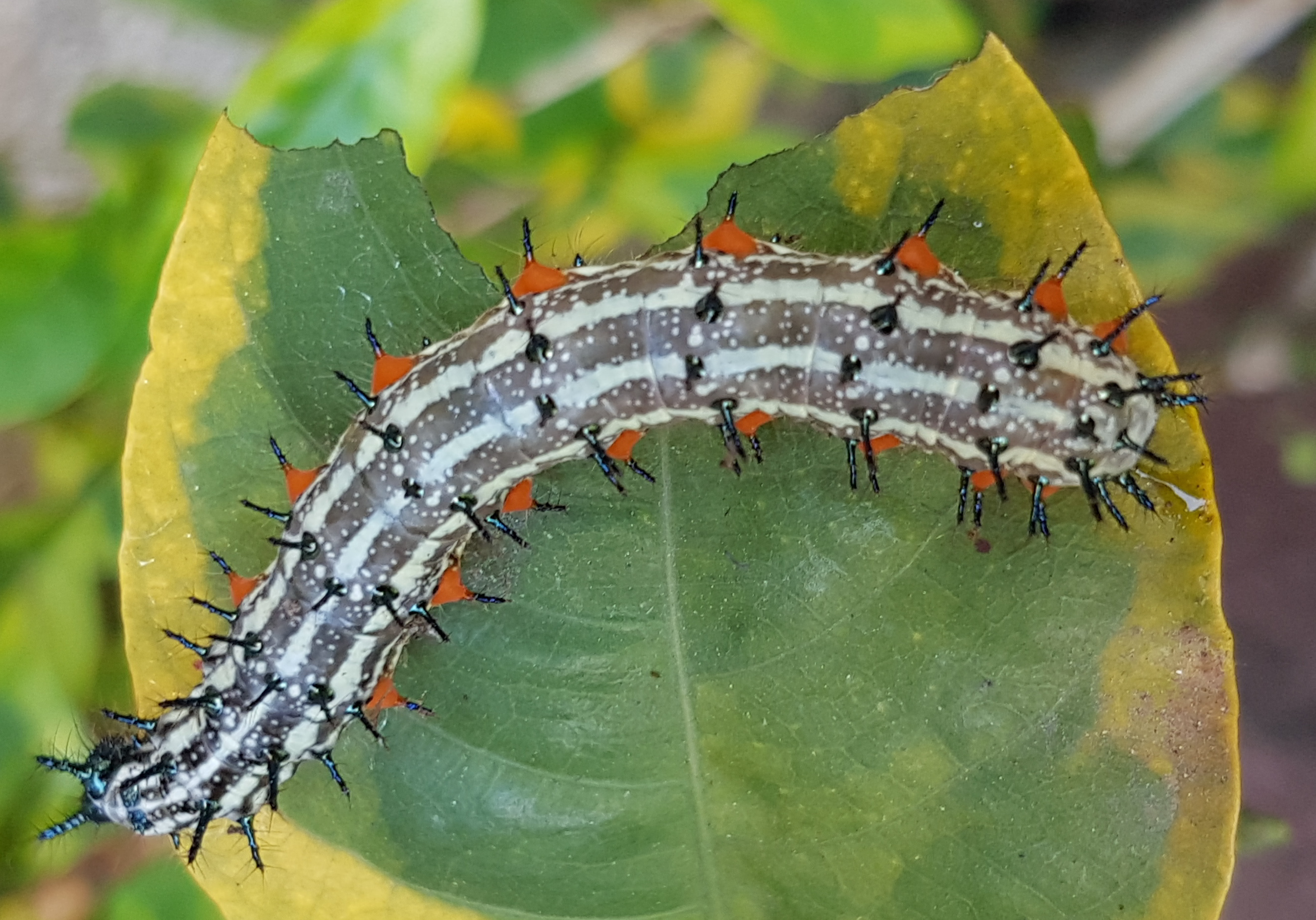
Chenille dans un Graptophyllum pictum, Mindanao, Philippines

La chenille est noire (ou grise pour certaines espèces) ornée de lignes de points blancs et quelques points rouges et munie d'épines de couleur noire. 
Elle se développe en particulier sur les arbres jacquiers artocarpus heterophyllus.

### Plantes hôtes
Les plantes hôtes de sa chenille sont des Pseuderanthemum, Pseuderanthemum bicolor, Pseuderanthemum malabaricum, Pseuderanthemum variabile, Pseuderanthemum, Artocarpus heterophyllus, Asystasia gangetica, Graptophyllum pictum et Strobilanthes isophyllus.

## Écologie et distribution
Il est présent dans le sud-est de l'Asie, Sri Lanka, Inde, Thaïlande, Birmanie, ouest de la Malaisie et en Océanie, à Sumatra, Bornéo, au Sulawesi et au Vanuatu, dans  le nord-est de l'Australie et en Nouvelle-Calédonie à Grande Terre et aux îles Loyauté,,. 

### Biotope
Il réside dans la forêt humide et au bord des routes jusqu'à une altitude de 1400 mètres .

### Protection
Pas de statut de protection particulier.

## Philatélie
Un timbre des Îles Salomon de 1982 représente le dessus et le revers de Doleschallia bisaltide. Un timbre Australien représente le dessus.

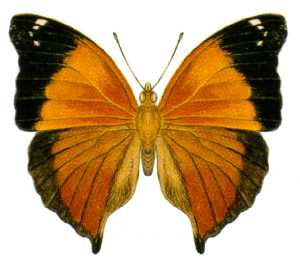
Doleschallia bisaltide australis